# 八雲
八雲（やくも）は、八重に（幾重にも）重なり合った雲である。
日本神話においてスサノオが詠んだ「八雲立つ 出雲八重垣 妻ごみに 八重垣作る その八重垣を」が日本初の和歌とされることから、和歌の別名ともされる。
また、上記の歌に因んで「八雲立つ」・「八雲さす」は出雲にかかる枕詞となっており、八雲は出雲国を象徴する言葉となっている。

## 「八雲」に因む作品
- 書籍
  - 『八雲御抄』 - 順徳天皇が著した歌論書。
  - 『心霊探偵八雲』 - 神永学作（文芸社）の小説。
- 漫画
  - 『八雲立つ』 - 樹なつみ作（白泉社）の漫画。全19巻。
  - 『ミステリー民俗学者 八雲樹』 - 金成陽三郎原作・山口譲司画（集英社）の漫画・テレビドラマ。全9巻。
  - 『八雲百怪』 - 大塚英志原作・森美夏司画の漫画。

| サブスタブ | この項目は、まだ閲覧者の調べものの参照としては役立たない、書きかけの項目です。この項目を加筆・訂正などしてくださる協力者を求めています。このテンプレートは分野別のサブスタブテンプレートやスタブテンプレート（Wikipedia:分野別のスタブテンプレート参照）に変更することが望まれています。 |